# Xylocopa lepeletieri
Xylocopa lepeletieri är en biart som beskrevs av Günther Enderlein 1903. Xylocopa lepeletieri ingår i släktet snickarbin, och familjen långtungebin.

## Underarter
Arten delas in i följande underarter:
- X. l. lepeletieri
- X. l. ruboris